# Cove (Texas)
Cove è un centro abitato degli Stati Uniti d'America, situato nella contea di Chambers dello Stato del Texas.

## Geografia fisica
Cove è situata a 29°48′48″N 94°49′30″W (29.813446, -94.825020).
Secondo lo United States Census Bureau, ha un'area totale di 1,3 miglia quadrate (3,4 km²), di cui 1,2 miglia quadrate (3,1 km²) di terreno e 0,1 miglia quadrate (0,26 km²) (3.97%) d'acqua.

## Società

### Evoluzione demografica
Secondo il censimento del, c'erano 323 persone, 125 nuclei familiari e 91 famiglie residenti nella città. La densità di popolazione era di 265.3, per miglio quadrato (102,2/km²). C'erano 146 unità abitative a una densità media di 119,9 per miglio quadrato (46,2/km²). La composizione etnica della città era formata dal 92,26% di bianchi, l'1.86% di afroamericani, lo 0,31% di nativi americani, il 5,26% di altre razze, e lo 0,31% di due o più etnie. Ispanici o latinos di qualunque razza erano il 4,64% della popolazione.
C'erano 125 nuclei familiari dei quali il 40,0% avevano figli di età inferiore ai 18 anni, il 56,0% erano coppie sposate conviventi, il 10,4% aveva un capofamiglia femmina senza marito, e il 26,4% erano non-famiglie. Il 21,6% di tutti i nuclei familiari erano individuali e il 4,8% aveva componenti con un'età di 65 anni o più che vivevano da soli. Il numero di componenti medio di un nucleo familiare era di 2,54 e quello di una famiglia era di 2,93.
26.0% della popolazione aveva meno di 18 anni, l'8.7% di persone dai 18 ai 24 anni, il 34,1% di persone dai 25 ai 44 anni, il 23,2% di persone dai 45 ai 64 anni, e l'8.0% di persone di 65 anni o più. L'età media era di 36 anni. Per ogni 100 femmine c'erano 103,1 maschi. Per ogni 100 femmine dai 18 anni in giù, c'erano 99,2 maschi.
Il reddito medio per nucleo familiare era di 44.750 dollari e il reddito medio per famiglia era di 49.286 dollari. I maschi avevano un reddito medio pro capite di 44.219 dollari contro i 30.625 dollari delle femmine. Il reddito medio pro capite era di 24.514 dollari. Circa il 6,7% delle famiglie e il 10,7% della popolazione erano sotto la soglia di povertà, incluso il 22,9% di persone sotto i 18 anni e nessuno di 65 anni o più.